# Metallica (альбом)
Metallica (також відомий як «Чорний альбом»; англ. The Black Album)— п'ятий студійний альбом треш-метал колективу Metallica, виданий 12 серпня 1991 року. Перший альбом гурту, записаний з продюсером Бобом Роком, який прийшов на зміну Флеммінгу Расмуссену, який займався створенням трьох попередніх дисків колективу. Рок, який до цього продюсував такі глем-метал команди, як Bon Jovi та Mötley Crüe, підштовхував групу до музичних експериментів, за рахунок чого звучання Metallica разюче відрізнялося від чотирьох попередніх альбомів — пісні стали повільнішими і коротшими.
Альбом дебютував на верхньому рядку американського чарту Billboard 200 з 598 000 проданими копіями за перший тиждень, загалом відзначившись у першій десятці чартів ще близько 15 країн, включаючи перші місця у хіт-парадах: Великої Британії, Німеччини, Франції та Австралії. Всього продано близько 31 мільйона копій Чорного альбому по всьому світу, що робить його одним з найбільш продаваних релізів в історії металу. За даними організації Nielsen SoundScan, диск фігурував у чарті Billboard протягом 560 тижнів — він займає 4-е місце за цим показником, більший результат продемонстрували лише The Dark Side of The Moon — Pink Floyd, Legend — Боба Марлі та Greatest Hits Journey. У 2009 році Metallica був визнаний найбільш продаваним альбомом за весь час моніторингу системи SoundScan. У його підтримку було випущено п'ять синглів: «Enter Sandman», «The Unforgiven», «Nothing Else Matters», «Wherever I May Roam» і «Sad but True», кожен з яких відзначився в чарті Billboard Hot 100. Особливо успішною була пісня «Enter Sandman», що потрапила до першої двадцятки і отримала широку ротацію на MTV.
Metallica вважається одним із найвпливовіших альбомів в історії металу, а також у дискографії самої групи, що «не поступається навіть „Master of Puppets“». У 1992 році диск став лауреатом премії «Греммі» за «Найкраще метал-виконання», випередивши записи Anthrax, Megadeth, Motörhead і Soundgarden. У 2002 році він посів 13-е місце у списку «100 найкращих рок-альбомів усіх часів» за версією журналу Classic Rock. У 2003-му потрапив на 255-й рядок рейтингу «500 найкращих альбомів усіх часів» від Rolling Stone, а також на 25-у в їхньому списку «100 найкращих метал-альбомів усіх часів» (2017). У 2013 році він фігурував на 309-му місці в аналогічному списку журналу NME «найкращих дисків в історії». А також включений до списку «200 найкращих альбомів» за версією Metal Hammer
Нині альбом розглядається як поворотний момент у музичному напрямку гурту, оскільки саме він «відкрив мільйонам непосвячених, що таке хеві-метал», залучив широкі маси до металу і спонукав ряд метал колективів застосувати подібний підхід до своїх майбутніх записів<. Згідно з іншою точкою зору, цей «переоцінений альбом» став початком «творчого занепаду» гурту, оскільки два наступні диски Metallica — Load і ReLoad (також продюсовані Роком) отримали ще більш неоднозначні оцінки з боку музичної преси та фанатів.

## Списки композицій
| #     | Назва                  | Автор                    | Тривалість |
| ----- | ---------------------- | ------------------------ | ---------- |
| 1.    | «Enter Sandman»        | Гетфілд, Ульріх, Геммет  | 5:29       |
| 2.    | «Sad but True»         | Гетфілд, Ульріх          | 5:24       |
| 3.    | «Holier Than Thou»     | Гетфілд, Ульріх          | 3:47       |
| 4.    | «The Unforgiven»       | Гетфілд, Ульріх, Геммет  | 6:26       |
| 5.    | «Wherever I May Roam»  | Гетфілд, Ульріх          | 6:42       |
| 6.    | «Don't Tread on Me»    | Гетфілд, Ульріх          | 3:59       |
| 7.    | «Through the Never»    | Гетфілд, Ульріх, Геммет  | 4:01       |
| 8.    | «Nothing Else Matters» | Гетфілд, Ульріх          | 6:29       |
| 9.    | «Of Wolf and Man»      | Гетфілд, Ульріх, Геммет  | 4:16       |
| 10.   | «The God That Failed»  | Гетфілд, Ульріх          | 5:05       |
| 11.   | «My Friend of Misery»  | Гетфілд, Ульріх, Ньюстед | 6:47       |
| 12.   | «The Struggle Within»  | Гетфілд, Ульріх          | 3:51       |
| 62:31 |                        |                          |            |

| Японський бонус-трек | Японський бонус-трек | Японський бонус-трек                           | Японський бонус-трек |
| #                    | Назва                | Автор                                          | Тривалість           |
| -------------------- | -------------------- | ---------------------------------------------- | -------------------- |
| 13.                  | «So What?»           | Nick "Animal" Kulmer, Chris Exall, Clive Blake | 3:09                 |

## Учасники запису
- Джеймс Гетфілд — вокал, ритм-гітара, соло-гітара в «Nothing Else Matters»
- Кірк Гемметт — соло-гітара
- Джейсон Ньюстед — бас-гітара, бек-вокал
- Ларс Ульріх — ударні

### Запрошені виконавці
- Майкл Кеймен — оркестровка в «Nothing Else Matters»;

#### Технічний персонал
- Ренді Стауб і Майк Тацці — звукорежисери
- Джордж Маріно — мастеринг
- Metallica і Пітер Менш — концепція обкладинки
- Дон Браутігем — ілюстрації
- Росс Галфін, Рік Ліконг і Роб Елліс — фотографії

## Чарти
| Чарт (1991—2021)                                     | Найвища позиція |
| ---------------------------------------------------- | --------------- |
| Австралія Australian Albums (ARIA)                   | 1               |
| Австрія Austrian Albums (Ö3 Austria)                 | 1               |
| Бельгія Belgian Albums (Ultratop Flanders)           | 7               |
| Бельгія Belgian Albums (Ultratop Wallonia)           | 2               |
| Канада Canadian Albums (Billboard)                   | 8               |
| Чехія Czech Albums (ČNS IFPI)                        | 43              |
| Данія Danish Albums (Hitlisten)                      | 5               |
| Нідерланди Dutch Albums (MegaCharts)                 | 4               |
| European Albums (Billboard)                          | 2               |
| Finnish Albums (The Official Finnish Charts)         | 1               |
| Франція French Albums (SNEP)                         | 53              |
| Німеччина German Albums (Media Control)              | 1               |
| Угорщина Hungarian Albums (MAHASZ)                   | 10              |
| Irish Albums (IRMA)                                  | 2               |
| Italian Albums (Musica e dischi)                     | 2               |
| Japanese Albums (Oricon)                             | 3               |
| Мексика Mexican Albums (Top 100 Mexico)              | 42              |
| Нова Зеландія New Zealand Albums (Recorded Music NZ) | 1               |
| Норвегія Norwegian Albums (VG-lista)                 | 1               |
| Польща Polish Albums (ZPAV)                          | 5               |
| Португалія Portuguese Albums (AFP)                   | 1               |
| Шотландія Scottish Albums (OCC)                      | 4               |
| Іспанія Spanish Albums (PROMUSICAE)                  | 5               |
| Швеція Swedish Albums (Sverigetopplistan)            | 4               |
| Швейцарія Swiss Albums (Schweizer Hitparade)         | 1               |
| Велика Британія UK Albums (OCC)                      | 1               |
| США Billboard 200                                    | 1               |
| США Top Rock Albums (Billboard)                      | 1               |

| Чарт (1991)                        | Позиція |
| ---------------------------------- | ------- |
| Australian Albums (ARIA)           | 28      |
| Austrian Albums (Ö3 Austria)       | 40      |
| Canadian Albums (RPM)              | 13      |
| Dutch Albums (Album Top 100)       | 36      |
| European (European Top 100 Albums) | 26      |
| German Albums (Offizielle Top 100) | 29      |
| New Zealand (RMNZ)                 | 28      |
| US Billboard 200                   | 62      |

| Чарт (1992)                        | Позиція |
| ---------------------------------- | ------- |
| Australian Albums (ARIA)           | 49      |
| Dutch Albums (Album Top 100)       | 18      |
| Europe (European Top 100 Albums)   | 33      |
| German Albums (Offizielle Top 100) | 12      |
| New Zealand Albums (RMNZ)          | 35      |
| US Billboard 200                   | 7       |

| Чарт (1993)                  | Позиція |
| ---------------------------- | ------- |
| Australian Albums (ARIA)     | 31      |
| Dutch Albums (Album Top 100) | 42      |
| US Billboard 200             | 32      |

| Чарт (1994)                  | Позиція |
| ---------------------------- | ------- |
| Australian Albums (ARIA)     | 94      |
| Dutch Albums (Album Top 100) | 75      |
| US Billboard 200             | 71      |

| Чарт (1995)      | Позиція |
| ---------------- | ------- |
| US Billboard 200 | 94      |

| Чарт (1996)      | Позиція |
| ---------------- | ------- |
| US Billboard 200 | 91      |

| Чарт (2000)                         | Позиція |
| ----------------------------------- | ------- |
| Canadian Albums (Nielsen SoundScan) | 181     |

| Чарт (2002)                               | Позиція |
| ----------------------------------------- | ------- |
| Canadian Metal Albums (Nielsen SoundScan) | 35      |

| Чарт (2004)                        | Позиція |
| ---------------------------------- | ------- |
| Swedish Albums (Sverigetopplistan) | 99      |

| Чарт (2014)                        | Позиція |
| ---------------------------------- | ------- |
| Swedish Albums (Sverigetopplistan) | 81      |

| Чарт (2015)                        | Позиція |
| ---------------------------------- | ------- |
| Swedish Albums (Sverigetopplistan) | 60      |

| Чарт (2016)                        | Позиція |
| ---------------------------------- | ------- |
| Swedish Albums (Sverigetopplistan) | 70      |
| US Billboard 200                   | 92      |

| Чарт (2017)                        | Позиція |
| ---------------------------------- | ------- |
| Swedish Albums (Sverigetopplistan) | 72      |
| US Billboard 200                   | 95      |
| US Top Rock Albums (Billboard)     | 16      |

| Чарт (2018)                     | Позиція |
| ------------------------------- | ------- |
| Icelandic Albums (Plötutíóindi) | 84      |
| US Billboard 200                | 109     |
| US Top Rock Albums (Billboard)  | 14      |

| Чарт (2019)                        | Позиція |
| ---------------------------------- | ------- |
| Belgian Albums (Ultratop Flanders) | 103     |
| Belgian Albums (Ultratop Wallonia) | 195     |
| Icelandic Albums (Plötutíóindi)    | 78      |
| Swedish Albums (Sverigetopplistan) | 59      |
| US Billboard 200                   | 174     |
| US Top Rock Albums (Billboard)     | 23      |

| Чарт (2020)                        | Позиція |
| ---------------------------------- | ------- |
| Belgian Albums (Ultratop Flanders) | 134     |
| Swedish Albums (Sverigetopplistan) | 74      |
| US Billboard 200                   | 177     |
| US Top Rock Albums (Billboard)     | 18      |

| Чарт (2021)                        | Позиція |
| ---------------------------------- | ------- |
| Austrian Albums (Ö3 Austria)       | 57      |
| Belgian Albums (Ultratop Flanders) | 84      |
| Belgian Albums (Ultratop Wallonia) | 75      |
| German Albums (Offizielle Top 100) | 23      |
| Hungarian Albums (MAHASZ)          | 85      |
| Swedish Albums (Sverigetopplistan) | 56      |
| Swiss Albums (Schweizer Hitparade) | 82      |
| US Billboard 200                   | 99      |
| US Top Rock Albums (Billboard)     | 13      |

| Чарт (2022)                        | Позиція |
| ---------------------------------- | ------- |
| Belgian Albums (Ultratop Flanders) | 152     |
| Swedish Albums (Sverigetopplistan) | 91      |
| US Billboard 200                   | 102     |
| US Top Rock Albums (Billboard)     | 13      |

| Чарт (2023)                        | Позиція |
| ---------------------------------- | ------- |
| Belgian Albums (Ultratop Flanders) | 133     |
| Dutch Albums (Album Top 100)       | 93      |
| Swedish Albums (Sverigetopplistan) | 80      |
| US Billboard 200                   | 125     |
| US Top Rock Albums (Billboard)     | 22      |

| Чарт (1990—1999) | Позиція |
| ---------------- | ------- |
| US Billboard 200 | 8       |

## Сертифікації
| Регіон | Сертифікація   | Продажі           |
| --- | -------------- | ----------------- |
| Аргентина (CAPIF) | 5× Платиновий  | 300 000^          |
| Австралія (ARIA) | 13× Платиновий | 910 000           |
| Австрія (IFPI Austria) | 2× Платиновий  | 100 000*          |
| Бельгія (BEA) | 2× Платиновий  | 100 000*          |
| Канада (Music Canada) | Діамантовий    | 1 000 000^        |
| Данія (IFPI Denmark) | 8× Платиновий  | 160 000           |
| Фінляндія (IFPI Finland) | 2× Платиновий  | 118,956           |
| Франція (SNEP) | Платиновий     | 300 000*          |
| Німеччина (BVMI) | 4× Платиновий  | 2 000 000         |
| Італія (FIMI) sales since 2009 | 2× Платиновий  | 100 000*          |
| Японія (RIAJ) | Платиновий     | 200 000^          |
| Мексика (AMPROFON) | Золотий        | 75,000^ / 210,000 |
| Нідерланди (NVPI) | 2× Платиновий  | 200 000^          |
| Нова Зеландія (RIANZ) | 10× Платиновий | 150 000^          |
| Норвегія (IFPI Norway) | 3× Платиновий  | 150 000*          |
| Польща (ZPAV) | Платиновий     | 20 000            |
| Швеція (IFPI Sweden) | Платиновий     | 100 000^          |
| Швейцарія (IFPI Switzerland) | 3× Платиновий  | 150 000^          |
| Туреччина | —              | 300,000           |
| Велика Британія (BPI) | 3× Платиновий  | 900 000           |
| США (RIAA) | 16× Платиновий | 17,300,000        |
| Підсумки |                |                   |
| Весь світ | —              | 30,000,000        |
| *продажі, що базуються лише на сертифікаціях · ^відвантаження, що базуються лише на сертифікаціях · продажі+прослуховування, що базуються лише на сертифікаціях |                |                   |